# FIDE Circuit 2023
Der FIDE Circuit 2023 (etwa: „FIDE-Runde“) fasste eine Reihe von hochklassigen Schachturnieren im Jahr 2023 zu einer Gesamtwertung zusammen. Der Gesamtsieger des Circuit qualifizierte sich für das Kandidatenturnier Toronto 2024 zur Schachweltmeisterschaft 2024. Da Sieger Fabiano Caruana aber bereits auf anderem Wege für das Kandidatenturnier qualifiziert war, ging der Qualifikationsplatz an den Zweitplatzierten D. Gukesh.
Die einzelnen Turniere fanden im Zeitraum des Kalenderjahres 2023 statt, waren aber sowohl organisatorisch als auch bezüglich der Regularien (Turnierformat, Bedenkzeit …) vollkommen unabhängig voneinander. Spieler, die an diesen Turnieren teilnehmen, erhielten Punkte, abhängig von ihrem individuellen Abschneiden und der Kategorie des jeweiligen Turniers. Am Ende des Jahres wurden die Punkte für die fünf besten Turnierteilnahmen addiert.

## Kriterien
Damit ein Turnier in den FIDE Circuit aufgenommen wurde, musste es verschiedene Kriterien erfüllen:
- Mindestens 8 Teilnehmer
- Der Elo-Durchschnitt der 8 höchstgesetzten Teilnehmer betrug mindestens 2550.
- Mindestens 7 Runden
- Spieler aus mindestens 3 verschiedenen nationalen Verbänden; kein Verband durfte mehr als die Hälfte der 20 Spieler mit der höchsten Elo stellen (Dieses Kriterium galt nicht für nationale Meisterschaften).
- Es gab einen internationalen Schiedsrichter und die Fair-Play-Maßnahmen wurden angewandt.

## Turniere (Auswahl)
| Turnier                                        | Ort                   | Datum                              | Sieger                 |
| ---------------------------------------------- | --------------------- | ---------------------------------- | ---------------------- |
| Tata Steel Masters 2023                        | Wijk aan Zee          | 12. bis 28. Januar 2023            | Anish Giri             |
| Tata Steel Challengers 2023                    | Wijk aan Zee          | 12. bis 28. Januar 2023            | Alexander Donchenko    |
| WR Chess Masters                               | Düsseldorf            | 15. bis 26. Februar 2023           | Lewon Aronjan          |
| Europäische Einzelmeisterschaft                | Belgrad               | 3. bis 13. März 2023               | Alexei Sarana          |
| Reykjavík Open                                 | Reykjavík             | 29. März bis 4. April 2023         | Nils Grandelius        |
| Menorca Open                                   | Ciutadella de Menorca | 11. bis 16. April 2023             | V. Pranav              |
| Sunway Formentera International Chess Festival | Formentera            | 18. bis 28. April 2023             | Wladimir Fedossejew    |
| Superbet Chess Classic Rumänien                | Bukarest              | 4. bis 16. Mai 2023                | Fabiano Caruana        |
| Panamerikanische Schachmeisterschaft           | Juan Dolio            | 15. bis 23. Mai 2023               | Georg Meier            |
| Sharjah Masters 2023                           | Schardscha            | 17. bis 25. Mai 2023               | Arjun Erigaisi         |
| Superbet Rapid & Blitz Polen 2023              | Warschau              | 19. bis 26. Mai 2023               | Magnus Carlsen         |
| Norway Chess                                   | Stavanger             | 29. Mai bis 9. Juni 2023           | Hikaru Nakamura        |
| Schachfestival Biel – Meisterturnier           | Biel                  | 17. bis 27. Juli 2023              | Bu Xiangzhi            |
| Schach-Weltpokal 2023                          | Baku                  | 25. Juli bis 29. August 2023       | Magnus Carlsen         |
| Russische Meisterschaft                        | Sankt Petersburg      | 1. Oktober bis 12. Oktober 2023    | Wladislaw Artemjew     |
| US-Meisterschaft                               | St. Louis             | 5. Oktober bis 17. Oktober 2023    | Fabiano Caruana        |
| Qatar Masters                                  | Doha                  | 11. Oktober bis 20. Oktober 2023   | Nodirbek Yoqubboyev    |
| FIDE Grand Swiss Tournament 2023               | Douglas (Isle of Man) | 23. Oktober bis 5. November 2023   | Santosh Gujrathi Vidit |
| Sinquefield Cup                                | St. Louis             | 19. November bis 3. Dezember 2023  | Fabiano Caruana        |
| Schnellschachweltmeisterschaft 2023            | Samarkand             | 26. Dezember bis 28. Dezember 2023 | Magnus Carlsen         |
| Blitzschachweltmeisterschaft 2023              | Samarkand             | 29. Dezember bis 30. Dezember 2023 | Magnus Carlsen         |

## Abschlusstabelle
Fabiano Carana war durch sein Abschneiden beim Schach-Weltpokal 2023 bereits für das Kandidatenturnier 2024 in Toronto qualifiziert und wurde bei der Vergabe des Qualifikationsplatzes über den FIDE Circuit übersprungen. Somit war Gukesh als Nachrücker qualifiziert und gewann schließlich auch das Kandidatenturnier. Die kursiv gedruckten Spieler erreichten nicht die geforderte Mindestanzahl von fünf Turnierteilnahmen und wurden daher trotz hoher Punktzahl nicht in die Wertung genommen. Die Markierungen (M) und (Ch) zeigen die Trennung in Masters- und Challenger-Staffeln an, die Markierung (RPD/BLZ) weist darauf hin, dass es sich um ein Schnell-/Blitzschachturnier handelte.
| Pl. | Spieler               | Punkte | 1                                    | 2                                        | 3                                            | 4                                       | 5                                   |
| --- | --------------------- | ------ | ------------------------------------ | ---------------------------------------- | -------------------------------------------- | --------------------------------------- | ----------------------------------- |
| 1   | Fabiano Caruana       | 118,61 | GCT Romania #1 – 26,84               | Sinquefield Cup #1 – 25,93               | US Championship #1 – 22,68                   | Norway Chess (Main) #2 – 21,75          | Weltpokal #3 – 21,41                |
| 2   | D. Gukesh             | 87,36  | Chennai Grand Masters #1 – 20,08     | WR Chess Masters T #2-3 – 19,26          | Norway Chess (Main) #3 – 19,03               | Weltpokal QF – 15,86                    | Sharjah Masters #3 – 13,13          |
| 3   | Anish Giri            | 84,31  | Tata Steel (M) #1 – 27,00            | GCT Romania T #2-5 – 17,44               | Norway Chess (Main) #4 – 16,31               | Dutch Championship #1 – 13,09           | Grand Swiss #7 – 10,47              |
| 4   | Wesley So             | 83,40  | Sinquefield Cup #3 – 18,15           | GCT Romania T #2-5 – 17,44               | US Championship #2 – 17,01                   | Tata Steel (M) #4 – 16,20               | WR Chess Masters #4 – 14,60         |
| 5   | Erigaisi Arjun        | 81,24  | Sharjah Masters #1 – 21,89           | Chennai Grand Masters #2 – 17,97         | Weltpokal QF – 15,86                         | Grand Swiss #4 – 14,39                  | Qatar Masters Open T #3-8 – 11,13   |
| –   | Magnus Carlsen        | 71,04  | Weltpokal #1 – 29,73                 | World Rapid #1 – 21,06 (RPD/BLZ)         | Tata Steel (M) T #2-3 – 20,25                |                                         |                                     |
| –   | Hikaru Nakamura       | 59,25  | Norway Chess (Main) #1 – 27,19       | Grand Swiss #2 – 20,93                   | Qatar Masters Open T #3-8 – 11,13            |                                         |                                     |
| 6   | Amin Tabatabaei       | 56,14  | V. Geza Hetenyi Memorial #2 – 14,86  | London Chess Classic #2 – 13,97          | S.Avagyan Memorial #3 – 10,55                | Sharjah Masters #7 – 8,76               | Tata Steel (Ch) #4 – 8,00           |
| 7   | R. Praggnanandhaa     | 54,79  | Weltpokal #2 – 24,18                 | V. Geza Hetenyi Memorial #1 – 19,18      | Tata Steel India Rapid #3 – 8,96 (RPD/BLZ)   | WR Chess Masters T #5-10 – 2,03         | Grand Swiss 13th – 0,44 (T #8-13th) |
| 8   | Nodirbek Abdusattorov | 54,63  | Tata Steel (M) T #2-3 – 20,25        | WR Chess Masters T #5-10 – 2,03          | Norway Chess (Blitz) #1 – 10,88 (RPD/BLZ)    | Qatar Masters Open #2 – 21,03           | Grand Swiss 12th – 0,44 (T #8-13th) |
| –   | Leinier Domínguez     | 52,47  | Weltpokal QF – 15,86                 | US Championship #3 – 15,87               | Sinquefield Cup #2 – 20,74                   |                                         |                                     |
| –   | Vidit Gujrathi        | 52,21  | Grand Swiss #1 – 26,16               | Weltpokal QF – 15,86                     | Vugar Gashimov Memorial #1 – 10,19 (RPD/BLZ) |                                         |                                     |
| –   | Samuel Sevian         | 49,17  | S.Avagyan Memorial #1 – 15,63        | Sharjah Masters #2 – 14,23               | St. Louis (Spring) #2 – 10,24                | US Championship #5 – 9,07               |                                     |
| 9   | Hans Niemann          | 46,85  | Tournament of Peace #1 – 12,58       | Sharjah Masters #6 – 9,85                | Uralsk Open #1 – 9,66                        | US Championship #6 – 7,94               | Menorca Open #6 – 6,82              |
| 10  | Javokhir Sindarov     | 46,25  | Dubai Open #2 – 14,29                | Qatar Masters Open T #3-8 – 11,13        | Tata Steel (Ch) #3 – 9,33                    | Asienspiele 2022 #3 – 8,45 (RPD/BLZ)    | Grand Swiss #8 – 3,05               |
| –   | Wladimir Fedossejew   | 44,30  | Abu Dhabi #1 – 16,39                 | El Llobregat Open #3 – 11,06             | World Rapid #2 – 16,85 (RPD/BLZ)             |                                         |                                     |
| –   | Lewon Aronjan         | 41,90  | WR Chess Masters #1 – 22,30          | Satty Zhuldyz Blitz #1 – 10,36 (RPD/BLZ) | Sinquefield Cup #6 – 5,19                    | Tata Steel (M) T #7-8 – 4,05            |                                     |
| 11  | Vincent Keymer        | 40,88  | Schachfestival Biel (GMT) #2 – 15,93 | Grand Swiss #5 – 13,08                   | Prague International (M) T #4-7 – 5,44       | Satty Zhuldyz Blitz #6 – 4,40 (RPD/BLZ) | WR Chess Masters T #5-10 – 2,03     |

(Quelle: Offizielle Seite der FIDE)